# Las Escaldas (Andorra)

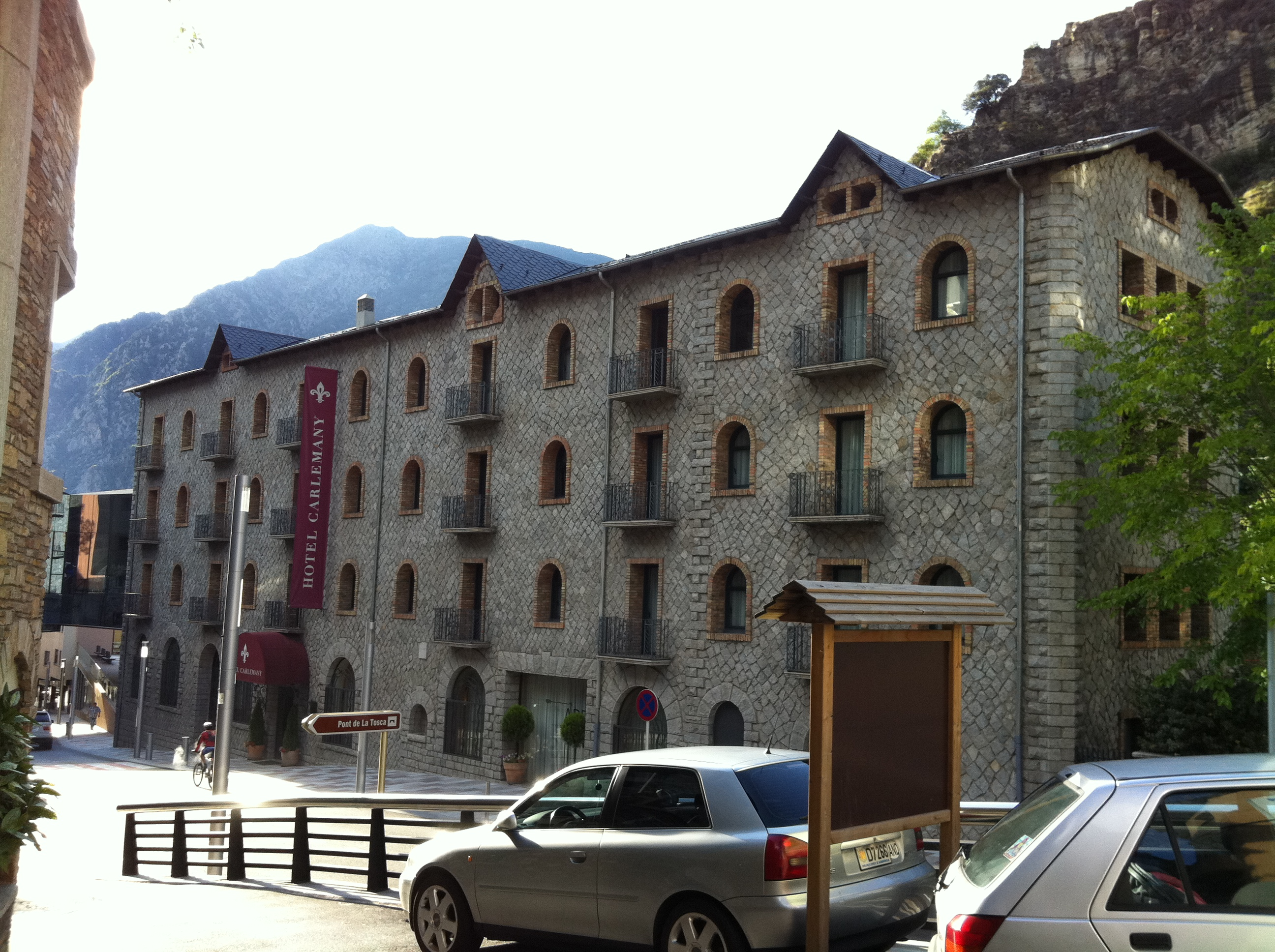
Avenida Carlomagno, eje principal de las Escaldas.

Las Escaldas (en catalán: Les Escaldes) es uno de los núcleos urbanos tradicionales que forman la parroquia de Escaldes-Engordany (Andorra). Se encuentra a 1053 metros de altitud respecto del nivel del mar a la izquierda y a mediodía de la Valira de Oriente, entre su confluencia con el río Madriu y su unión con la Valira norte.

## Deportes

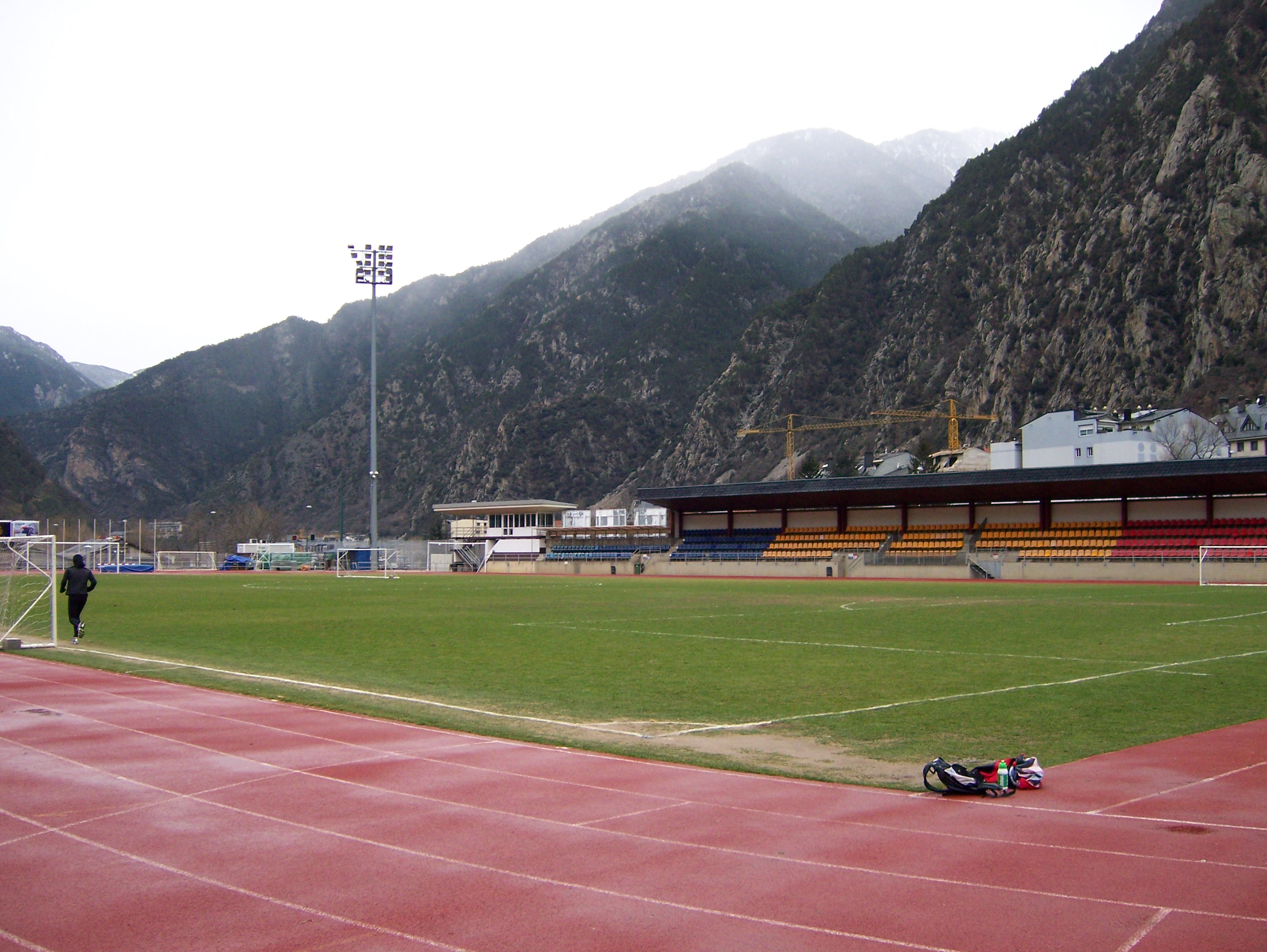
Estadio Comunal la Vella

En Las Escaldas hay 2 equipos de fútbol, el Inter y Atlètic Club d'Escaldes que juegan ambos en el Camp d'Esports d'Aixovall, con capacidad para 1000 espectadores. Compiten en la Liga de su país y la Copa Constitució 2021. 
En la temporada 2020/2021 el Inter Club d'Escaldes quedó campeón de Liga, y el Atlètic Club d'Escaldes quedó subcampeón de la Copa Constitució tras perder la final ante el Sant Julia, perdiendo así un puesto en la Conference League.